# Bequia
Bequia (wym. /ˈbɛkwiː/ lub /ˈbɛkweɪ/) – wyspa w archipelagu Grenadyn, należąca do państwa Saint Vincent i Grenadyny. Z powierzchnią ponad 18 km² jest drugą co do wielkości wyspą archipelagu (po grenadzkiej Carriacou) i państwa (po Saint Vincent). Liczy ok. 5 tysięcy mieszkańców; leży na niej Port Elizabeth, stolica parafii Grenadyny. Bequia jest jedną z najbardziej wysuniętych na północ Grenadyn, leży ok. 15 km na południe od stolicy kraju Kingstown, leżącego na Saint Vincent. W pobliżu znajdują się mniejsze wysepki Petit Nevis, Pigeon Island i Quatre Island. Wyspa posiada nieoficjalną flagę (czarny wieloryb na białym tle) i hymn pt. Only in Bequia napisany przez tubylca Raphaela „Socony” Holdera.

## Geografia
Bequia ma kształt przypominający literę S o nieregularnych poszarpanych brzegach. Owo wybrzeże posiada liczne zatoki – m.in. Admirality Bay, gdzie cumuje większość statków, Park Bay, Industry Bay, Hope Bay – oraz półwyspy: Man Point na północnym krańcu, umocniony Fort Hamilton i Moonhole (miejsce, gdzie położone są ekologiczne gospodarstwo i domy) na zachodnim krańcu wraz z malutką wysepką West Cay. Najwyższym wzniesieniem jest leżący w centralnej części Mount Pleasant o wysokości 268 m n.p.m., co jest dosyć małą wysokością w porównaniu do np. Saint Vincent i skutkuje „wyłapywaniem” mniejszej ilości chmur deszczowych.

### Demografia
Wielu mieszkańców wyspy ma korzenia afrykańskie, karaibskie i szkockie. W latach 60. XIX wieku przybyło tu też wielu białych osadników z Barbadosu. Obecnie populacja wynosi ok. 5 tys. mieszkańców (ok. 5% zamieszkujących cały kraj). Główne miasto to liczące niecały tysiąc mieszkańców Port Elizabeth; pozostałe miejscowości to Lower Bay (z najdłuższą i najpopularniejszą plażą), La Pompe, Hamilton i Belmont. Do innych zasiedlonych miejsc należą: Spring, dawne miejsce hodowli zwierząt i uprawy kokosów oraz Park Bay, gdzie położony jest rezerwat żółwi Old Hegg Turtle Sanctuary. Na Bequia znajduje się również plaża im. brytyjskiej księżniczki Małgorzaty, która wypoczywała na niej, a jej rezydencja leżała na wyspie Mustique.

### Klimat
Na wyspie panuje klimat równikowy, ze średnimi temperaturami od 29 do 33 °C. Najcieplejszy sezon panuje od maja do listopada, wtedy też zdarzają się częstsze opady (do 11 cali/miesiąc) i lżejsze wiatry. Podczas suchszej pory jest mniejsza wilgotność powietrza, mniejsze opady i bardziej słoneczna pogoda – w tym okresie na wyspę przybywa najwięcej turystów. Panują też wówczas najlepsze warunki dla żeglarzy. Ze względu na stosunkowo małe opady – podobnie jak na całych Grenadynach – jest tu mniej rozwiniętej roślinności zielonej. Z rzadka, głównie jesienią, na wyspę docierają tropikalne cyklony, gdyż jest ona położona na południowej granicy zasięgu ich występowania.

## Turystyka i infrastruktura

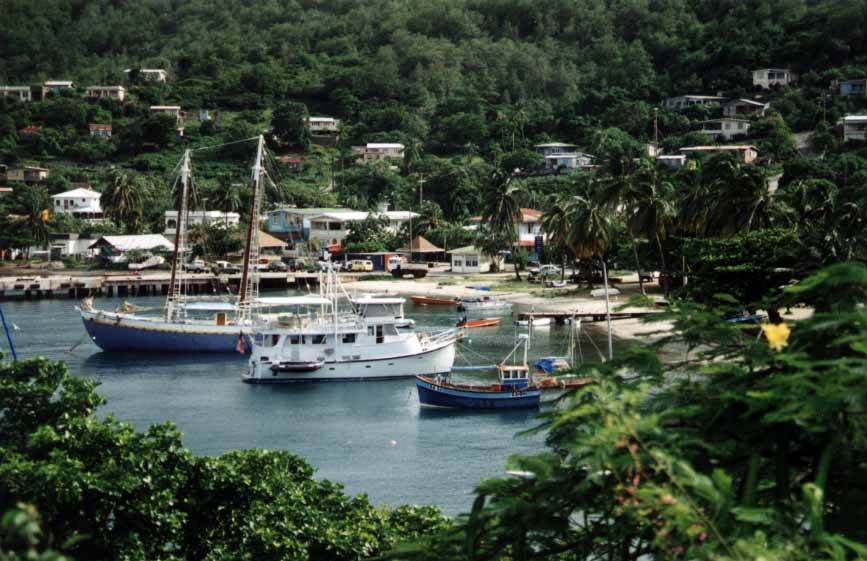
Port Elizabeth

Na wyspie można znaleźć główną drogę asfaltową, prowadzącą z północy na południe (jest na niej wiele taksówek i pick-upów), a także port (w Port Elizabeth) i port lotniczy J.F. Mitchell, położony na południowym skraju wyspy. Lotnisko, założone w 1992 przez właściciela farmy Paget, jest dostępne z Kingstown, Bridgetown i sąsiednich Grenadyn. Na wyspę pływają statki z Kingstown i rzadziej z pozostałych wysp państwa; nieregularnie dociera też na nią statek pocztowy oraz połączenia międzynarodowe (Trynidad i Tobago, Barbados, Saint Lucia i inne). Na wyspie zjawiają się też piłkarze, aby rozgrywać ligowe mecze na stadionie piłkarskim Clive Tanis Stadium. Bequia to popularny cel turystów oraz żeglarzy ze względu na coroczne regaty organizowane w kwietniu w okolicach Wielkanocy. W styczniu organizowane są huczne obchody nocy sylwestrowej/Nowego Roku oraz coroczny festiwal muzyczny. Bequia oferuje również dobre warunki do nurkowania (aż 28 lokalizacji), podczas którego można zobaczyć liczne wraki oraz okazy flory i fauny (m.in. żółwie szylkretowe, murenowate, kraby). Jest to jedno z bardziej zasobnych w ryby miejsc Karaibów, co czyni z Saint Vincent i Grenadyn lokalnego lidera w połowie ryb (8 tys. ton w 1990). Bequia to najczęściej odwiedzane miejsce w całym archipelagu Grenadyn.

### Wielorybnictwo
Bequia jest jednym z trzech miejsc, którym Międzynarodowa Komisja Wielorybnictwa przyznała prawo do połowów wielorybów (maksymalnie 4 sztuki rocznie, tylko tradycyjnym ręcznym harpunem), jednak przyznane limity nie są całkowicie lub wcale wykorzystywane ze względu na wymarcie znacznej części tradycyjnych wielorybników. Bequia ma długie tradycje w budowaniu łodzi i połowach wielorybów. Współcześnie funkcjonuje natomiast Muzeum Wielorybnictwa we wschodniej części Bequia, a także bar w Port Elizabeth, w którym części wyposażenia stworzono z kości wielorybów. Wieloryb znalazł się też na nieoficjalnej fladze wyspy.

## Historia
W dawnych czasach wyspa była głównie wykorzystywana przez karaibskich i arawackich rybaków jako baza wypadowa do dalszych połowów. W wyniku pokoju utrechckiego (1713), który zapewnił pokój pomiędzy Królestwem Hiszpanii a Imperium Brytyjskim, strona angielska otrzymała lukratywny 30-letni monopol na asiento (handel niewolnikami z Afryki). Wcześniejsi francuscy kolonizatorzy Antyli Zachodnich uznawali wyspę za część należącej do nich Grenady, lecz nie zasiedlali jej ze względu na zbyt trudną dostępność. Kilka statków portugalskich i holenderskich na trasie z Afryki Zachodniej do Sint Eustatius rozbiło się u wybrzeży wyspy, skracając sobie tamtędy drogę; podobnie działo się ze statkami brytyjskimi.
Bequia trafiła pod francuską kontrolę w XVIII wieku. Podczas wojny siedmioletniej, gdy Wielka Brytania i Francja znajdowały się po przeciwnych stronach, Francuzi udostępnili Saint Vincent i Grenadyny swoim holenderskim i hiszpańskim sojusznikom. Pokój paryski (1763) wprowadził poważną zmianę – Francuzi otrzymali Saint Lucia, Gwadelupę i Martynikę w zamian za oddanie Anglikom Tobago, Dominikę, Saint Vincent, Grenadyn i Grenady. W 1779 Francuzi próbowali odzyskać Bequię, jednak Anglicy szybko odparli atak. Z tego okresu pochodzą też nazwy Carriacou i Petite Martinique (obecnie dependencja Grenady) i Petit-Terre.
Początek XVIII wieku przyniósł rozwój plantacji, na których pracowali Murzyni z Afryki. Uprawiano w szczególności cukier trzcinowy i produkty pochodne, m.in. melasę. W pewnym momencie Saint Vincent i Grenadyny były największym światowym eksporterem arowroot (skrobi, pozyskiwanej z kłączy najczęściej maranty trzcinowej). Do tej pory państwo jest ważnym eksporterem pozyskiwanego z nich rumu.
W ramach programu osiedlania nowych osób na wyspie James Hamilton, ojciec Alexandra Hamiltona, przeprowadził się na wyspę z St. Croix i mieszkał na niej w latach 1774–1790. Pomimo tego, że jego syn często przekazywał na wyspę pieniądze, to nigdy jej osobiście nie odwiedził.
Niektórzy historycy sądzą, że na wyspie swoją bazę znany XVIII-wieczny angielski pirat Czarnobrody. Legenda głosi też, że Bequia była bazą wypadową sir Francisa Drake’a do ataków na hiszpańską flotę pod dowództwem Blasa de Lezo. Prawdopodobnie zatoka Admirality Bay na Bequia była miejscem, w którym Henry Morgan zacumował podczas sztormu, gdy musiał się gdzieś na Antylach schronić. Oprócz Nelson’s Dockyard na Antigui i Carlyle w Bridgetown na Barbadosie było to jedyne miejsce na Antylach, gdzie można było naprawić statek. Sprzyjały temu wystarczająco głębokie i osłonięte wody zatoki oraz dostępność cedrów, które służyły do budowy i naprawy statków.